# Нікольське (Калінінградська область)
Нікольське (рос. Никольское) — селище Краснознаменського району, Калінінградської області Росії. Входить до складу Краснознаменського міського округу.
Населення — 32 особи (2015 рік).

## Населення
| 2002 | 2010 |
| ---- | ---- |
| 36   | ↘32  |